# Slow Hands (canción de Niall Horan)
«Slow Hands» —en español: ‘Manos lentas’—  es una canción grabada por el cantante y compositor irlandés Niall Horan, lanzado como sencillo el 4 de mayo de 2017 por Capitol Records. La canción fue escrita por Horan, Alejandro Izquierdo, John Ryan, Julián Bunetta, Ruth Anne Cunningham y Tobias Jesso Jr., mientras que la producción fue manejada por Bunetta. Fue enviado a la Contemporary hit radio de los EE. UU. el 9 de mayo de 2017. Slow Hands es el segundo sencillo del próximo álbum en solitario de Horan, Flicker (2017).

## Antecedentes y composición
Antes de su lanzamiento, Horan discutió la canción en una entrevista con Mikey Piff en Sirius XM. El cantante dijo que después de escuchar algo del material que había grabado para su álbum de debut, quiso añadir "un poco más de arena, funk y bajo más pesado". En ese momento estaba escuchando la música de finales de los setenta y principios de los ochenta. "Cuando Don Henley entró en solitario a principios de los ochenta, sólo tenía un poco de este tipo funky de la sensación de que - bajo pesado, guitarra pesada - por lo que sólo pensé: 'Vamos a dar una oportunidad", dijo Horan de hacer la canción. "Quería que fuera un poco atrevido con la letra." Sobre el concepto, explicó que se establece en un bar y el tema de la canción cambia los papeles estereotipados. "La primera línea es ... 'deberíamos llevar esto de vuelta a mi lugar' - y por lo general eso es lo que el tipo diría, pero lo volteamos que la chica diría eso, y eso es lo que ella dijo a mi cara".
Slow Hands es una canción de funk-pop bass-heavy, con Horan cantando en un registro bajo. Un escritor de Billboard lo describió como "una melodía de la roca inflexionada de R&B."

## Recepción de la crítica
En Billboard, Taylor Weatherby señaló que Slow Hands se enfoca en un "ambiente de guitarra más funky", en comparación con el anterior sencillo de Horan "This Town". Colin Stutz de Publication, añadió: "La combinación de un latido de golpe y voces rasposas de Horan hace que la canción ni siquiera parezca igual que la de la canción." La canción sutilmente sexy "muestra un "lado más nervioso de Niall". Pero lo que muestra "Slow Hands" es que Horan definitivamente no se limitará a quedarse con el dulce sonido de cantante y compositor en su debut en solitario". Althea Legaspi de Rolling Stone también señaló que Horan "va para un sonido más silenciado. Por encima de un ritmo de golpe y la guitarra enmudecida, Horan permite su registro más bajo para mostrar su lado más seductor en la pista."
En The Irish Times, Jennifer Gannon escribió que "no es una salida radical, Niall no ha decidido ir a Gaga, pero es un paso en una dirección estilo Sheeran, más agradable a la gente. un toque mágico, una dama que sabe lo que quiere, quiere ponerse las manos por toda la "ropa sucia" de Niall y no traer su casa de lavar en el domingo, esto no es Sexy Back de Timberlake, es Sweaty Back de Horan. "

## Posicionamiento en listas

### Semanales
| Alemania        | Official German Charts  | 72 |
| Australia       | ARIA Top 100 Singles    | 2  |
| Austria         | Ö3 Austria Top 40       | 26 |
| Bélgica (Fl)    | Ultratop                | 29 |
| Bélgica (W)     | Ultratop                | 33 |
| Canadá          | Canadian Hot 100        | 8  |
| Dinamarca       | Tracklisten             | 36 |
| Eslovaquia      | Singles Digital Top 100 | 28 |
| Escocia         | Scottish Singles Chart  | 3  |
| España          | PROMUSICAE              | 37 |
| Estados Unidos  | Billboard Hot 100       | 11 |
| Estados Unidos  | Pop Songs               | 2  |
| Estados Unidos  | Adult Pop Songs         | 4  |
| Estados Unidos  | Dance Club Songs        | 11 |
| Filipinas       | Philippine Hot 100      | 32 |
| Francia         | SNEP                    | 66 |
| Hungría         | Single Top 40           | 26 |
| Irlanda         | IRMA                    | 3  |
| Italia          | FIMI                    | 81 |
| Japón           | Japan Hot 100           | 80 |
| Letonia         | Latvijas Top 40         | 7  |
| Malasia         | RIM                     | 19 |
| Nueva Zelanda   | NZ Top 40 Singles Chart | 8  |
| Países Bajos    | Dutch Top 40            | 36 |
| Portugal        | AFP                     | 51 |
| Reino Unido     | UK Singles Chart        | 7  |
| República Checa | Singles Digitál Top 100 | 25 |
| Suecia          | Sverigetopplistan       | 40 |
| Suiza           | Schweizer Hitparade     | 47 |

## Certificaciones
| País           | Organismo certificador | Certificación | Ventas certificadas | Ref.   |
| -------------- | ---------------------- | ------------- | ------------------- | ------ |
| Australia      | ARIA                   | 3× Platino    | 210,000             | [ 39 ] |
| Bélgica        | BEA                    | Oro           | 10,000              | [ 40 ] |
| Brasil         | Pro-Música Brasil      | Oro           | 30,000              | [ 41 ] |
| Canadá         | Music Canada           | 4× Platino    | 320,000             | [ 42 ] |
| Dinamarca      | IFPI — Dinamarca       | Oro           | 15,000              | [ 43 ] |
| Estados Unidos | RIAA                   | Platino       | 1,000,000           | [ 44 ] |
| Italia         | FIMI                   | Oro           | 25,000              | [ 45 ] |
| México         | AMPROFON               | Platino       | 60,000              | [ 46 ] |
| Nueva Zelanda  | RMNZ                   | Platino       | 30,000              | [ 47 ] |
| Reino Unido    | BPI                    | Platino       | 600,000             | [ 48 ] |
| Suecia         | IFPI — Suecia          | Oro           | 20,000              | [ 49 ] |